# Kaminarimon
Kaminarimon (雷門 Puerta del Trueno?) es la más externa de dos grandes puertas de entrada que llevan finalmente al Sensō-ji (la interna es la Hōzōmon) en Asakusa, Tokio, Japón. La puerta, con su linterna y estatuas, es popular entre los turistas. Tiene 11,7 m de altura, 11,4 m de ancho y cubre un área de 69,3 m2. La primera puerta fue construida en 941, pero la puerta actual data de 1960, después de que la puerta anterior fuera destruida en un incendio en 1865.

## Historia

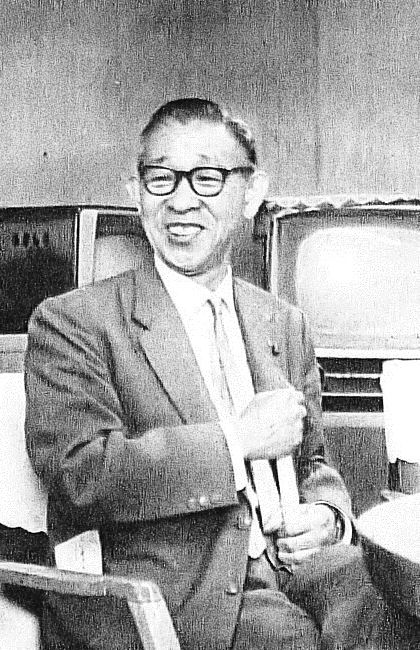
Matsushita, recaudó fondos para reconstruir la puerta.

El Kaminarimon fue construido por primera vez en 941 d. C. por Taira no Kinmasa, un comandante militar. Originalmente estaba ubicado cerca de Komagata, pero fue reconstruido en su ubicación actual en 1635. Se cree que fue en este momento cuando los dioses del viento y el trueno fueron colocados por primera vez en la puerta. La puerta ha sido destruida muchas veces a lo largo de los años. Cuatro años después de su reubicación, el Kaminarimon se quemó, y en 1649 d. C., Tokugawa Iemitsu mandó reconstruir la puerta junto con otras estructuras importantes del complejo del templo. La puerta se quemó hasta los cimientos en 1757 d. C. y nuevamente en 1865 d. C. La estructura actual del Kaminarimon se dedicó en diciembre de 1960 d. C. Noventa y cinco años después del último incendio, Kōnosuke Matsushita, el fundador de Matsushita Electric Industrial Company (ahora Panasonic), fue solicitado para reconstruir la puerta. Con donaciones monetarias de Matsushita, la puerta fue reconstruida en 1960.

## Características
Cuatro estatuas se encuentran en el Kaminarimon, dos en los huecos frontales y dos en el otro lado. En el frente de la puerta, se muestran las estatuas de los dioses Shinto Fūjin y Raijin. Fūjin, el dios del viento, está ubicado en el lado este de la puerta, mientras que Raijin, el dios del trueno, está en el lado oeste. Las esculturas originales fueron gravemente dañadas en el incendio de 1865, con solo las cabezas salvadas, y las estatuas restauradas para la reconstrucción de la puerta en 1960.
- Día soleado, 2020

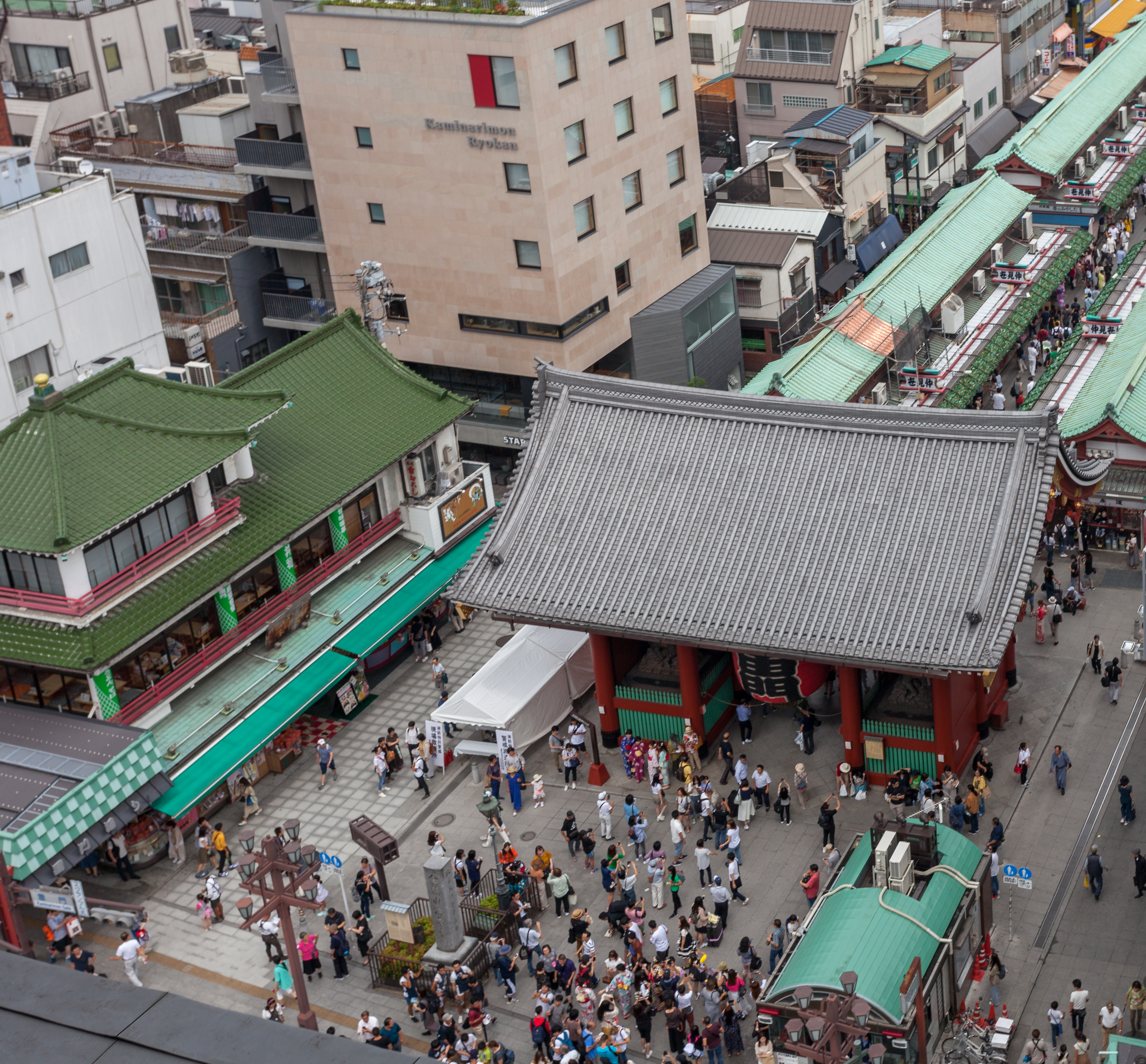
Vista del Kaminarimon
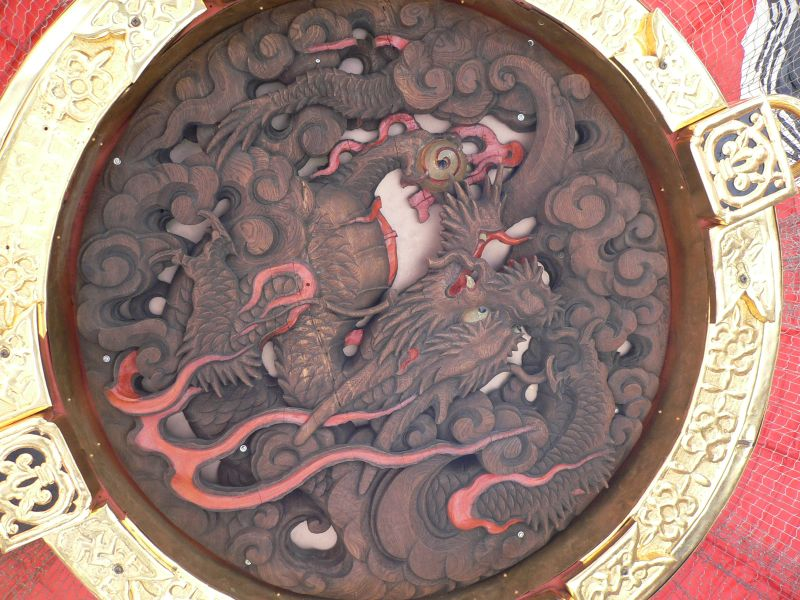
bajo la linterna
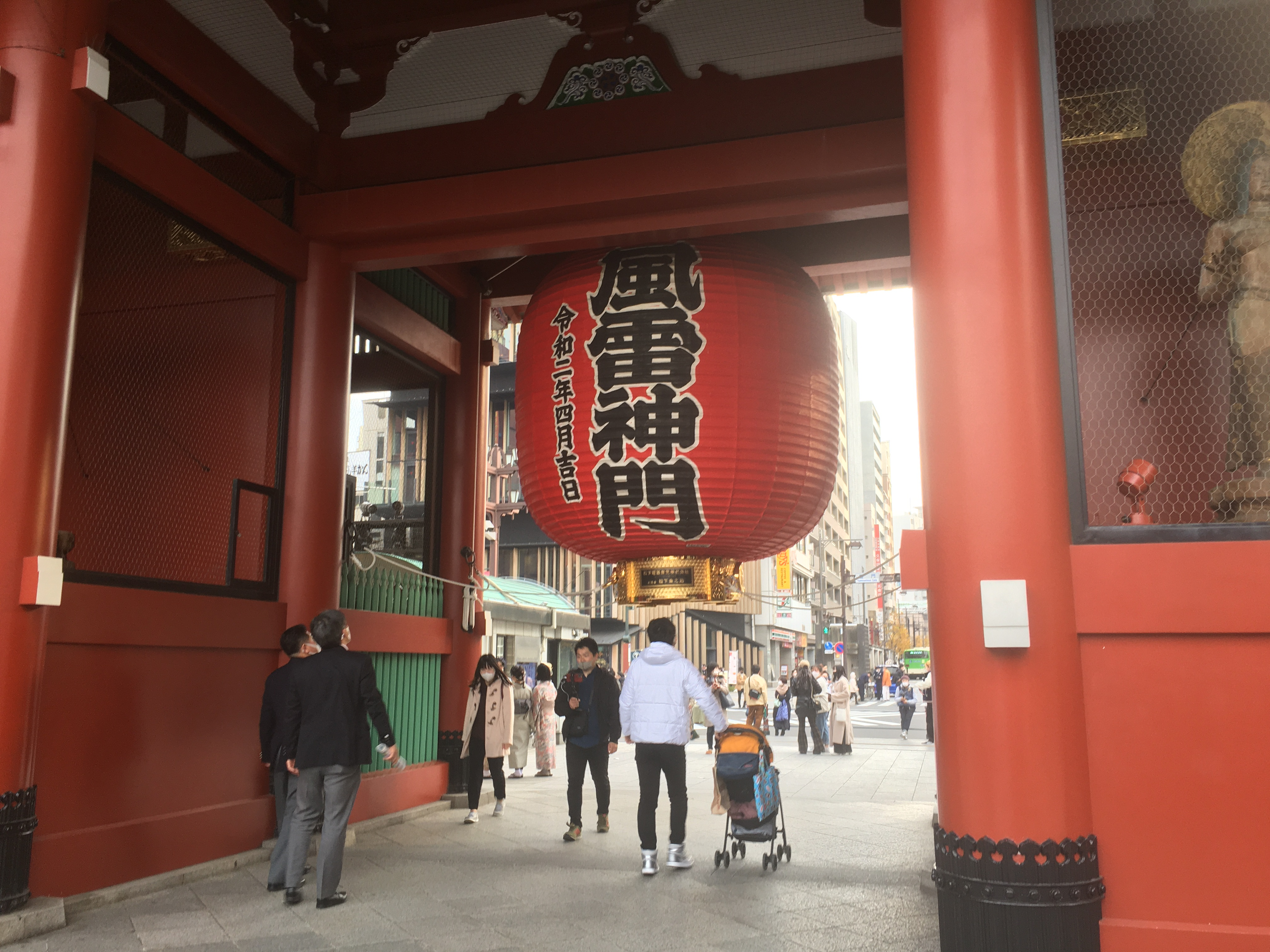
El lado norte de Kaminarimon

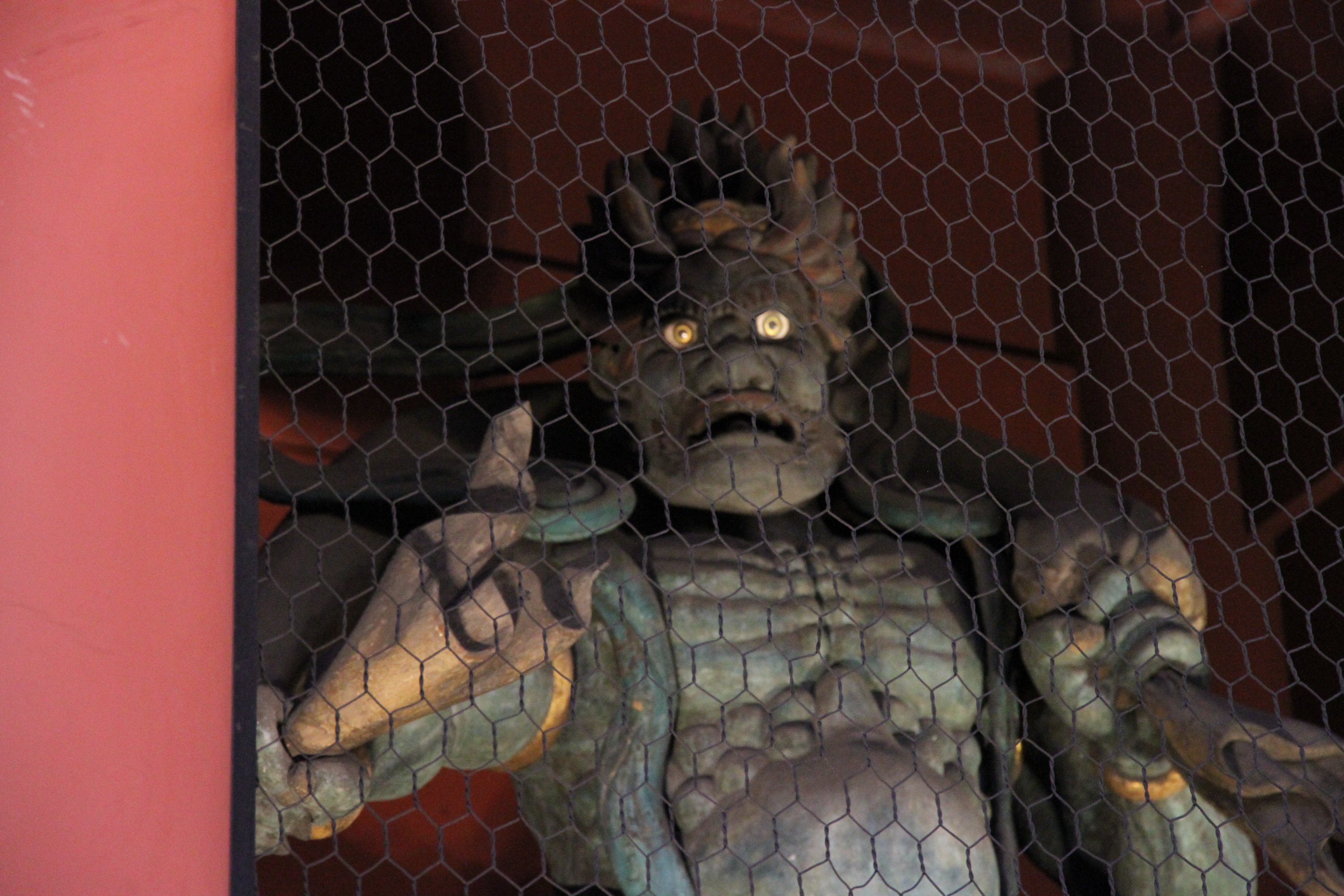
Estatua del dios Shinto en la entrada de la puerta.

Dos estatuas adicionales están en la parte posterior de la puerta: el dios budista Tenryū en el este, y la diosa Kinryū en el lado oeste. Estas fueron donadas en 1978 para conmemorar el 1350 aniversario de la primera aparición del bodhisattva Kannon (Avalokiteśvara) en Asakusa, que llevó a la fundación de Sensō-ji. Las estatuas fueron talladas por el maestro escultor Hirakushi Denchū, que tenía entonces 106 años.
Una linterna roja gigante (chōchin) cuelga bajo el centro de la puerta. Tiene 3,9 metros de altura, 3,3 metros de ancho y pesa aproximadamente 700 kilogramos (1543,2 lb). La quinta versión fue construida por Takahashi Chōchin K.K en 2013 y tiene la misma base metálica en la parte inferior que la linterna anterior. La versión actual es la sexta. La base tiene una placa con el nombre "Matsushita Denki", una forma abreviada del antiguo nombre japonés de Panasonic, Matsushita Denki Sangyo Kabushiki Gaisha. El frente de la linterna muestra el nombre de la puerta, Kaminarimon (雷門?). Pintado en la parte posterior está el nombre oficial de la puerta, Fūraijinmon (風雷神門?). Durante festivales como Sanja Matsuri, la linterna se colapsa para permitir que objetos altos pasen por la puerta. Los caracteres 金龍山 (Kinryū-zan?) en la tablilla sobre la linterna se leen de derecha a izquierda y hacen referencia al Sensō-ji.